# 3rd Anniversary Live 080922-080923 日本武道館
『3rd Anniversary Live 080922-080923 日本武道館』（サード・アニヴァーサリー・ライブ 080922-080923 にっぽんぶどうかん）は、日本の音楽グループ・AAAが2009年1月14日にリリースした7作目の映像作品。

## 概要
- 2008年9月22日と9月23日に日本武道館で開催されたグループ3度目のアニヴァーサリーライブを映像化したもの。
- DISC 1には9月23日の公演の映像が収録されており、DISC 2には22日の公演のダイジェスト映像とMIRAGEの映像が収録されている。
- オリコン週間DVD音楽チャート第1位。

## 収録映像曲

### DISC 1
1. ZERO
2. Paradise Paradise
3. One Night Animal
4. SHEの事実
5. ハレルヤ
6. Get チュー!
7. Wonderful Life
8. あきれるくらいわがままな自由
9. a piece of my word
10. Love Candle
11. Crying freeman
12. Crash
13. Body Talker
14. -Attraction part-::MIRAGE
15. -Attraction part-::VIRGIN F
16. -Attraction part-::BLOOD on FIRE
17. -Attraction part-::SUNSHINE
18. -Attraction part-::MUSIC!!!
19. Friday Party (ENCORE)
20. Welcome to This World (ENCORE)
21. ミカンセイ (ENCORE)
22. ハリケーン・リリ、ボストン・マリ(original long ver.) (ENCORE)

### DISC 2
1. The third anniversary memory -Digest of 080922-
2. Multi Angle -8 Shots-::MIRAGE (080922 ver.)

## 参加ミュージシャン
- 竹上良成：Sax